# Kathedrale von Port-au-Prince

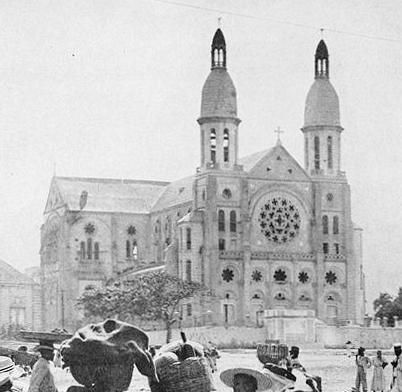
Die Kathedrale Anfang des 20. Jahrhunderts

Die zerstörte Kathedrale im Januar 2010

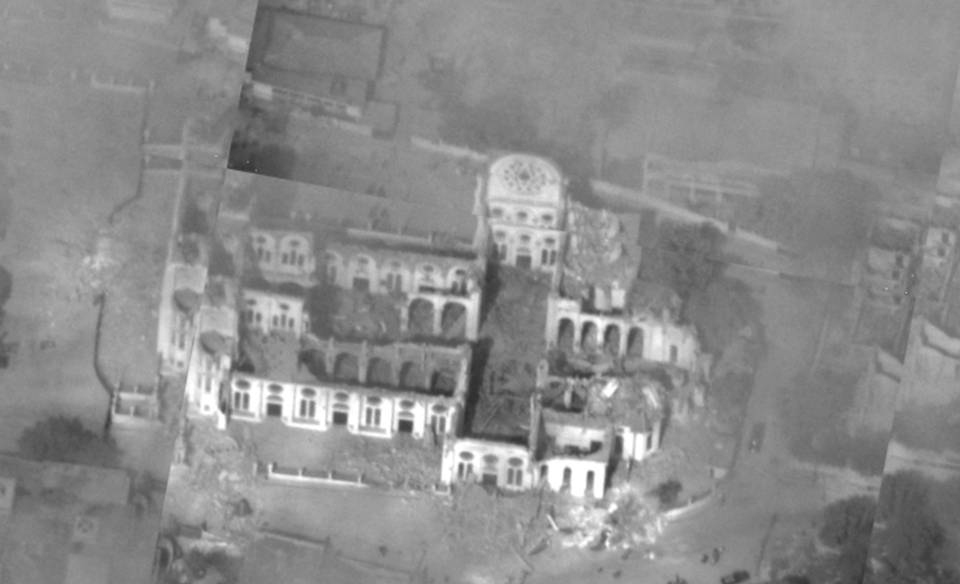
Die Trümmer der Kathedrale am 14. Januar 2010, zwei Tage nach dem Erdbeben

Die Cathédrale Notre-Dame de L’Assomption (Mariä Himmelfahrt) war bis zu ihrer Zerstörung Bischofskirche des römisch-katholischen Erzbistums Port-au-Prince in der haitianischen Hauptstadt Port-au-Prince. Die Basilika in neuromanischen Formen wurde zwischen 1884 und 1914 erbaut und am 13. Dezember 1928 geweiht. Das Grundstück liegt im Zentrum der Stadt knapp 650 Meter nördlich des Präsidentenpalastes. 
Durch das schwere Erdbeben am 12. Januar 2010 brach die Kirche zu großen Teilen in sich zusammen. Außer den Dächern der Kirchenschiffe stürzten auch die beiden Türme der Portalfront ein. Der damalige Erzbischof von Port-au-Prince Joseph Serge Miot starb bei diesem Erdbeben in der nahegelegenen Apostolischen Nuntiatur.
In dem auf das Beben folgenden Chaos und Elend wurde die Ruine von allen Wertgegenständen geplündert und zwecks Metallgewinnung weiter zerstört. In den folgenden zehn Jahren konnten keine Sicherungs- oder Wiederaufbaumaßnahmen eingeleitet werden. Lediglich eine anderthalb Tonnen schwere Glocke wurde mit Hilfe der MINUSTAH aus den Trümmern geborgen und an einen sicheren Ort gebracht.